# Celotes limpia
Celotes limpia är en fjärilsart som beskrevs av Burns 1974. Celotes limpia ingår i släktet Celotes och familjen tjockhuvuden. Inga underarter finns listade i Catalogue of Life.